# Sonderkommando

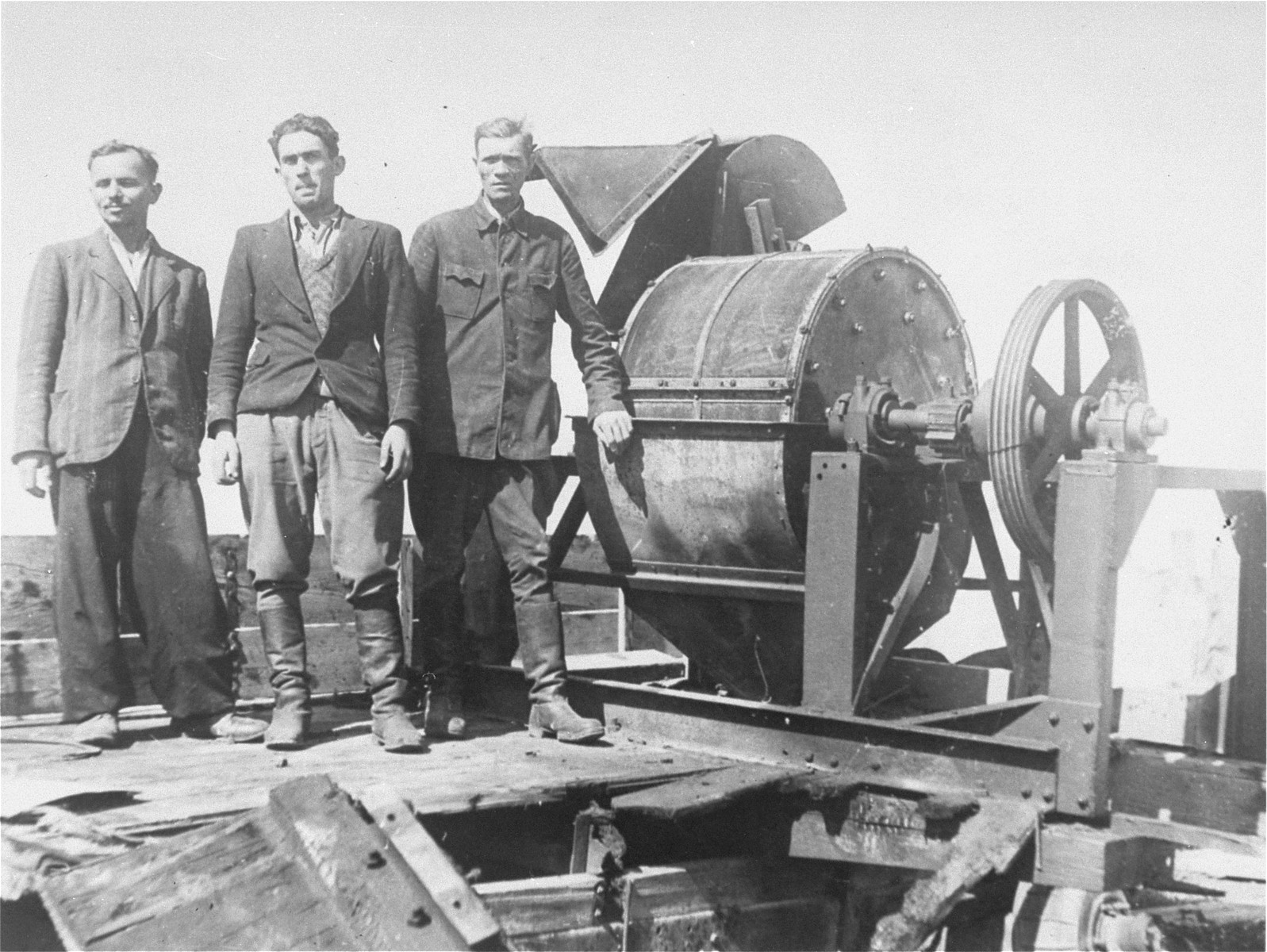
Członkowie jednostki Sonderkommando 1005 pozujący obok maszyny do kruszenia kości w niemieckim obozie koncentracyjnym Janowska

Sonderkommando (z niem. grupa specjalna) – oddział (komando) tworzony do wykonania specjalnych zadań.
Od strony Niemców, w okresie II wojny światowej, na przykład oddziały policyjno-wojskowe wykonujące zadania eksterminacyjne w odniesieniu do społeczności żydowskiej, np. „Sonderkommando Bothmann” w miejscu zagłady łódzkich Żydów w Chełmnie n. Nerem lub specjalne grupy robocze tworzone w obozach koncentracyjnych, złożone najczęściej z więźniów pochodzenia żydowskiego, zatrudnianych przymusowo przy akcjach eksterminacyjnych na ich terenie (obsługa komór gazowych i krematoriów). Najbardziej znanym takim komandem było Sonderkommando w KL Auschwitz-Birkenau. Nazwą tą określano też specjalne oddziały o charakterze policyjnym, tworzone z inicjatywy Niemców lub samych żydowskich administracji w gettach.

## Sonderkommandow Auschwitz

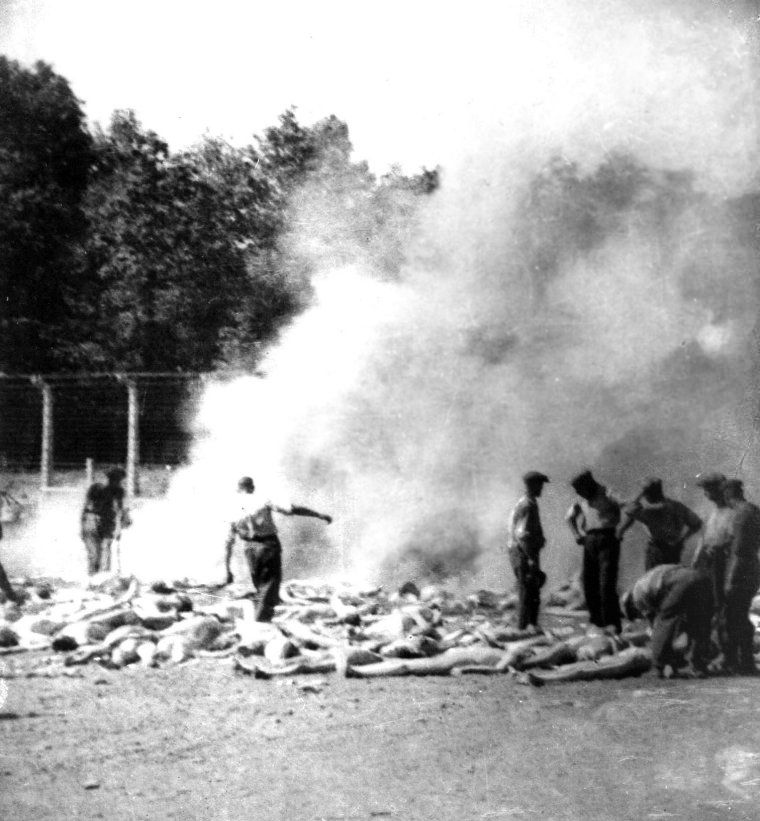
Członkowie Sonderkommando palący zwłoki węgierskich Żydów zamordowanych w komorach gazowych Auschwitz-Birkenau, sierpień 1944

Pierwsze komando specjalne w Auschwitz I (w Oświęcimiu) założone zostało w celu obsługi pierwszego krematorium (na terenie niemieckiego obozu Auschwitz I) i uczestniczyło w pierwszych próbach gazowania cyklonem B polskich więźniów politycznych oraz radzieckich jeńców wojennych w piwnicach jednego z bloków. Wraz z powstaniem obozu Auschwitz II – Birkenau (w niedalekiej Brzezince) Sonderkommando zostało przeniesione na teren nowego obozu. Podczas pracy przy zagładzie było złożone wyłącznie z Żydów. W pierwszym etapie więźniowie pracowali przy dwóch prowizorycznych komorach gazowych, założonych w dwóch domach chłopskich (tzw. Biały Domek i Czerwony Domek), następnie w zbudowanych specjalnie i oddanych do użytku w marcu, kwietniu i czerwcu 1943 krematoriach nr II i III (zawierających pod ziemią część rozbieralną) oraz naziemnych krematoriach IV i V. Wszystkie te krematoria oprócz pieców posiadały swoje komory gazowe.
Sonderkommando dzieliło się na grupy wedle rodzajów pracy. Pierwsi pomagali ofiarom rozbierać się i zapraszali do komór gazowych, pod pretekstem kąpieli i dezynfekcji. Następnie zbierali pozostawione ubrania. Drudzy opróżniali komorę z ciał po przeprowadzonej przez SS akcji zagazowania. Przed wrzuceniem ciał do dołów paleniskowych bądź krematoriów, tzw. „dentyści” wyrywali ofiarom złote zęby i ściągali pozostałą biżuterię. Następni zajmowali się wrzucaniem ciał do dołów bądź – w drugiej fazie – układaniem ciał do wózków paleniskowych oraz ich kremowaniem. Spośród wszystkich komand była to praca najcięższa psychicznie. Zdarzało się, że więźniowie widzieli śmierć najbliższych im osób.
Więźniowie pracujący w Sonderkommando byli trzymani z dala od reszty więźniów. Mogli zabierać dla swych potrzeb znalezione wśród ubrań ofiar jedzenie. W związku z tym byli dużo lepiej odżywieni od reszty więźniów. Mieszkali najpierw w odrębnych barakach, później na poddaszu krematoriów. Mieli własne łóżka i koce. Zdawali jednak sobie sprawę, że jako świadkowie zagłady pierwsi zostaną unicestwieni.

### Bunt Sonderkommando w Krematorium IV
7 października 1944 nastąpił słynny „bunt Sonderkommando” w Krematorium IV. Był to ostatni z trzech wielkich buntów w dziejach niemieckich obozów nazistowskich (po buncie w Sobiborze i Treblince). Wzięło w nim udział prawie całe Sonderkommando (poza obsadą Krematorium III). Po zgromadzeniu przemyconych z obozu w Monowicach materiałów wybuchowych, więźniowie częściowo zniszczyli krematorium nr IV i razem z więźniami osadzonymi w krematorium nr II podjęli próbę masowej ucieczki – zakończyła się ona niepowodzeniem. Większość z nich (451 osób) zginęła na miejscu. Straty były też po stronie załogi obozu – zginęło trzech strażników. Buntem kierowali polscy Żydzi: Jankiel Handelsman, Josef Deresiński, Załmen Gradowski, Josef Darębus. Podjęte po buncie śledztwo ujawniło, że materiały wybuchowe dostarczyły cztery więźniarki, Żydówki – Róża Robota, Ala Gertner, Regina Safirsztajn i Estera Wajcblum, pracujące przy demontażu starych samolotów. Zostały one ujęte i publicznie powieszone w styczniu 1945 r., na 21 dni przed wyzwoleniem obozu.
Dzięki rozluźnieniu dyscypliny, panującemu przy wyprowadzaniu więźniów Auschwitz-Birkenau przed nadejściem Armii Czerwonej, wielu z pozostałych przy życiu przedostało się do pozostałych części obozu, do innych więźniów, a dzięki wcześniejszemu lepszemu odżywieniu przeżyło marsz śmierci.
Po wojnie członkowie Sonderkommando byli pierwszymi świadkami na procesach przeciwko nazistowskim zbrodniarzom wojennym. Przez dłuższy czas wielu z nich nie odważyło się opowiadać swych losów nawet najbliższej rodzinie, bywali piętnowani jako uczestnicy mordów.

## Komanda specjalne w innych obozach
W innych obozach zagłady istniały również grupy więźniów, wykonujących prace przy procesie eksterminacji, jednakże nazwa Sonderkommando, w odniesieniu do tych miejsc, funkcjonowała wyłącznie w Auschwitz-Birkenau. Na przykład w Treblince, Sobiborze oraz Bełżcu oficjalna nazwa ośrodków zagłady brzmiała SS-Sonderkommando.
Niemcy tworzyli także doraźne „komanda specjalne”, których zadaniem była praca przy zacieraniu zbrodni nazistowskich, np. poprzez ekshumację i palenie zwłok pomordowanych. Po wykonaniu tych prac członkowie komand byli uśmiercani.

## Sonderkommanda w gettach
Mianem tym określano też specjalne jednostki „policyjne” tworzone niejednokrotnie przez same żydowskie administracje gett tworzonych przez Niemców, złożone z ich więźniów, np. w Łodzi czy Warszawie. Znienawidzone przez ich więźniów, brały m.in. udział – mniej lub bardziej dobrowolnie – w różnego rodzaju akcjach wywożenia ich do miejsc zagłady, w zamian m.in. za ochronę swoich najbliższych.

## Filmy
- Byłem w Sonderkommando, film dokumentalny o Henryku Mandelbaumie, reż. Andrzej Gajewski, 1991[7]
- Sonderkommando Auschwitz-Birkenau, film dokumentalny, reż. Emil Weiss, Francja 2007
- Szara strefa, dramat wojenny, reż. Tim Blake Nelson, USA 2001
- Syn Szawła, dramat, reż. László Nemes, Węgry 2015